# 蘇京 (明朝)
蘇京（1592年—1653年），字殿卿，號臨皋，山東青州府安東衛（今日照市）人，明末清初政治人物。

## 生平
崇祯六年（1633年）癸酉科順天府鄉試第二十九名舉人，崇禎十年（1637年），登丁丑科會試第二百九名，廷試三甲五十名进士。通政司观政，本年六月授河南杞县知县，十四年升兵部车驾司主事，十五年升职方司员外郎，监军，欽補江西道御史，巡按河南。
順治二年（1645年）六月与总兵高进忠、都御史王燮自海中云台山上表请降，授江南道監察御史，三年七月巡视茶馬，五年十二月巡按真定、順天等府，八年五月升福建按察使司佥事、建南道。

## 家族
曾祖蘇恒，世襲安東衛百户；祖蘇田，应袭百户；父蘇雨望。